# 阿格德爾大學

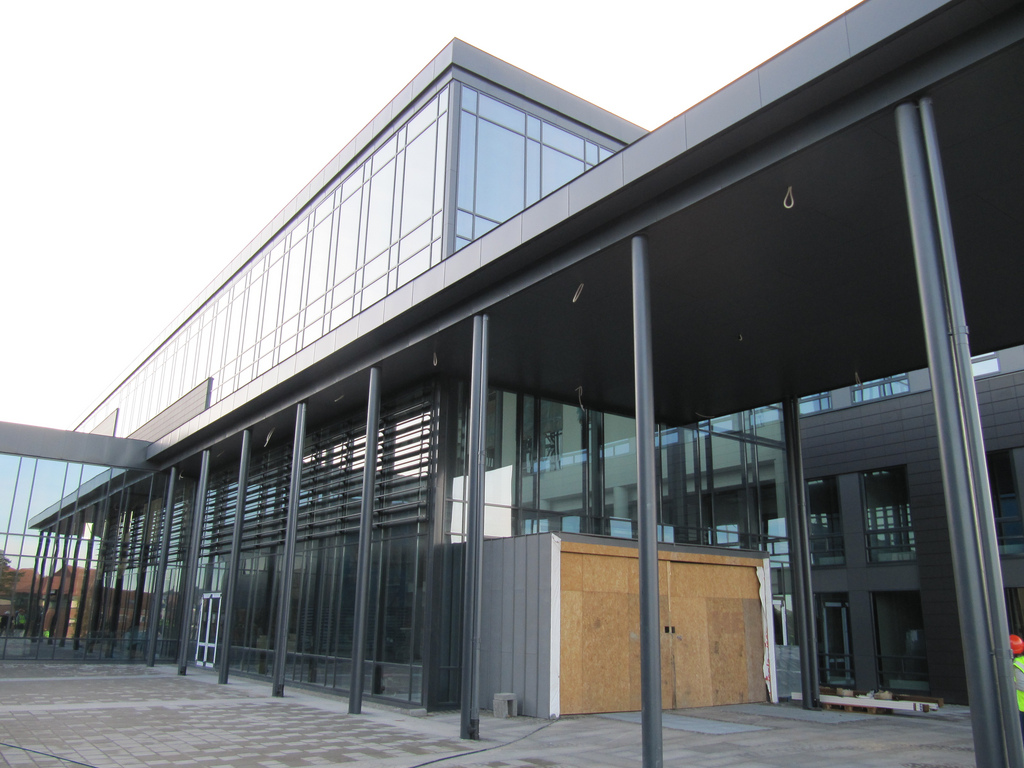
格里姆斯塔校區大門

58°9′46.82″N 8°0′11.6″E / 58.1630056°N 8.003222°E
阿格德爾大學（挪威語：Universitetet i Agder）是位於挪威克里斯蒂安桑和格里姆斯塔的一所公立大學，1994年由六所學院合併而成，2007年獲大學資格，其學術活動記錄則可追溯到1839年。是挪威為數不多的幾所大學之一。

## 院系
該大學共五個學科，有超過175個學習項目，其中包括20中種碩士和7中博士課程。

### 經濟和社會科學系
- 經濟和企業管理部
- 發展研究部
- 信息系統部
- 政治科學和管理學部
- 社會學、社會工作和福利研究部
- 工作壽命和創新部

### 藝術系
- 音樂部
- 視覺及戲劇藝術部

### 健康與運動科學系
- 公共健康、運動和營養部
- 健康和護理學部
- 社會心理學部

### 人文與教育系
- 外語語翻譯部
- 北歐及媒體研究部
- 教育部
- 宗教、哲學和歷史部

### 工程與科學系
- 數學部
- 自然科學部
- 工程學部
- ICT部

## 外部連結
- University of Agder （页面存档备份，存于）
- AURA - Agder University Research Archive